# Добровеличковская поселковая община
Добровеличковская поселковая община (укр. Добровеличківська селищна громада) — территориальная община в Новоукраинском районе Кировоградской области Украины.
Административный центр — посёлок Добровеличковка.
Население составляет 13710 человек. Площадь — 588,9 км².
В соответствии с распоряжением Кабинета Министров Украины от 12 июня 2020 года, в состав общины вошли территории Добровеличкивского поселкового совета, а также Александровского, Братолюбовского, Гнатовского, Дружелюбовского, Карбовского, Липняжского, Марковского, Новолутковского, Терновского, Троянского и Юрьевского сельских советов упразднённого Добровеличковского района

## Населённые пункты
В состав общины входит 1 посёлок и 30 сёл:
- Посёлок Добровеличковка
- Гнатовский старостинский округ:
  - Братолюбовка
  - Воробьёвка
  - Гнатовка
  - Михайловка
  - Нововикторовка
  - Новониколаевка
- Дружелюбовский старостинский округ:
  - Александро-Завадское
  - Василевка
  - Дружелюбовка
  - Марьевка
  - Скопиевка
  - Шевченко
  - Юриевка
- Липняжский старостинский округ:
  - Владимировка
  - Водяное
  - Липняжка
- Карбовский старостинский округ:
  - Александровка
  - Анатольевка
  - Богодаровка
  - Карбовка
  - Марково
- Новолутковский старостинский округ:
  - Александро-Акацатово
  - Варваро-Александровка
  - Добротимофеевка
  - Новодобрянка
  - Новолутковка
  - Новоодесса
  - Новостанковатая
  - Терновое
  - Трояны